# Vũ Quang Nam
Vũ Quang Nam (sinh ngày 22 tháng 8 năm 1992) là một cầu thủ bóng đá chuyên nghiệp người Việt Nam hiện đang thi đấu ở vị trí tiền đạo cho câu lạc bộ Hồng Lĩnh Hà Tĩnh. Anh bắt đầu sự nghiệp cầu thủ của mình tại câu lạc bộ Sông Lam Nghệ An.

## Danh hiệu

### Câu lạc bộ
Sông Lam Nghệ An
- Giải vô địch U-21:

 Vô địch: 2012